# Вігерський національний парк

Логотип Вігерського національного парку

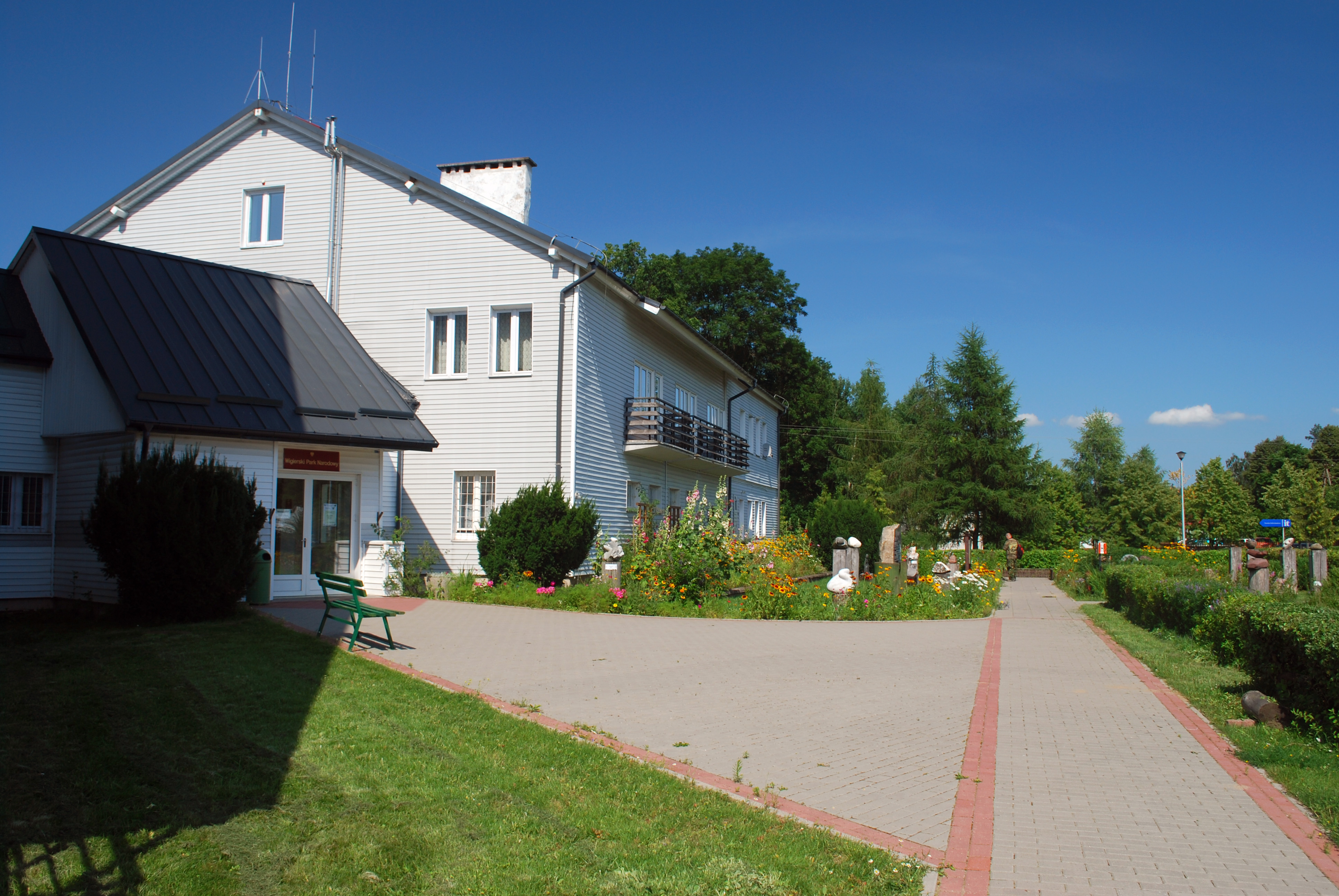
Штаб-квартира парку в Кривому

Вігерський (пол. Wigierski Park Narodowy) — національний парк на північному сході  Польщі, в  Підляському воєводстві. Включає територію  Мазурського поозер'я і північно-західну частину  Августовської пущі. Є також об'єктом  Рамсарської конвенції. Головне управління парку знаходиться в місті Сувалки.

## Історія та географія
Парк був створений 1 січня 1989 р. з площею 149,56 км². В даний час площа трохи більше — 150,86 км², з яких 94,64 км² займають ліси; 29,08 км² — внутрішні води і 27,14 км² — інші території.
Ландшафт парку здебільшого був сформований льодовиком, що проходив через цей регіон близько 12 тисяч років тому. Льодовик повільно відступав на північ, утворюючи долини, багато з яких були заповнені водою і утворили озера. Північна частина парку — горбиста, з висотою до 180 м над рівнем моря. Південна частина — більш рівнинна і лісиста. Найбільше озеро парку, Віґри, площа якого становить 21,87 км², а максимальна глибина — 73 м, дало йому назву. Крім того, на території парку є ще 41 озеро. Найбільша річка — Чарна Ханьча, яка впадає в озеро Вігри і далі випливає з нього.

## Флора і фауна
У парку мешкає понад 1700 видів тварин, включаючи 46 видів ссавців, 202 види птахів, 12 видів амфібій і 5 видів рептилій. Найбільш характерною твариною парку можна вважати звичайного бобра; в даний час налічується більше 250 особин. Зустрічаються також і вовки. У річках і озерах мешкає 32 види риби. Велика частина лісів — смерекові, значні площі займають також торф'яні болота.

## Туризм
Північний схід Польщі є популярним місцем відпочинку, особливо в літній час. Через Вігерський національний парк проходить близько 190 км туристичних маршрутів. Сезон проходження водних маршрутів парку триває з 1 травня по 31 жовтня. Популярним видом відпочинку в парку є також рибалка. Існує розвинена туристична інфраструктура.

## Ресурси Інтернету
- Вікісховище має мультимедійні дані за темою: Вігерський національний парк
- Офіційний сайт

## Галерея

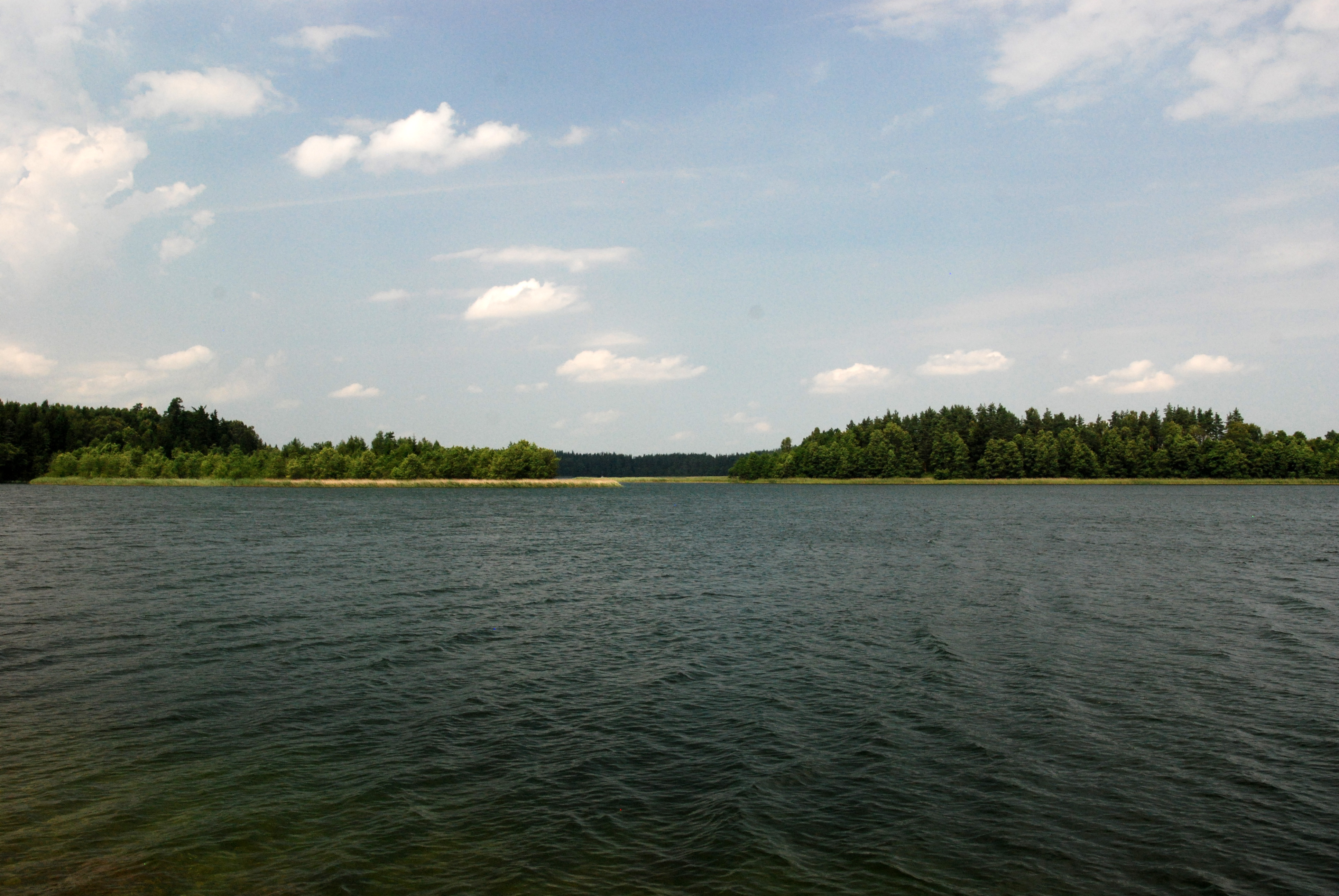
Озеро Вігри
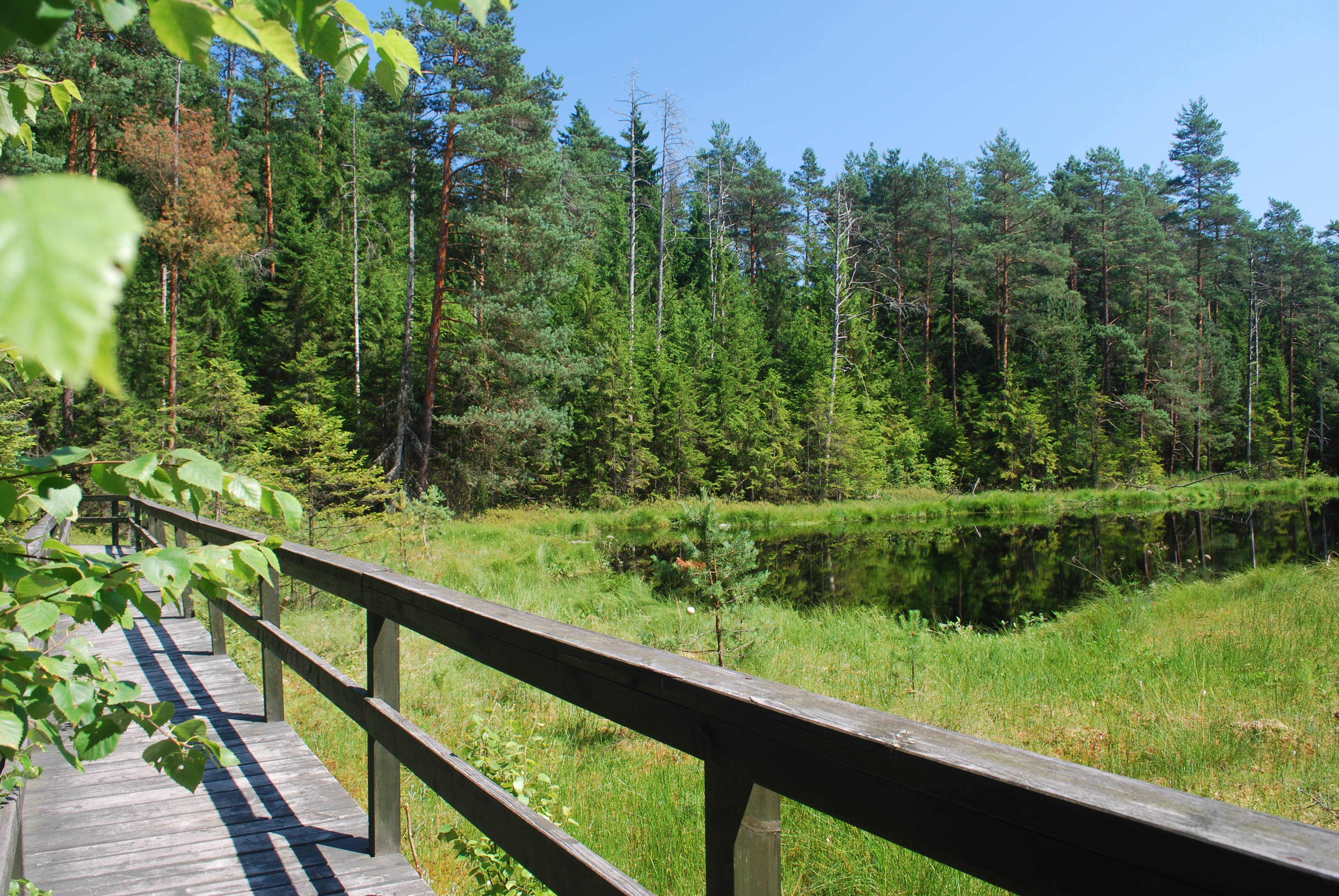
Міст через болото
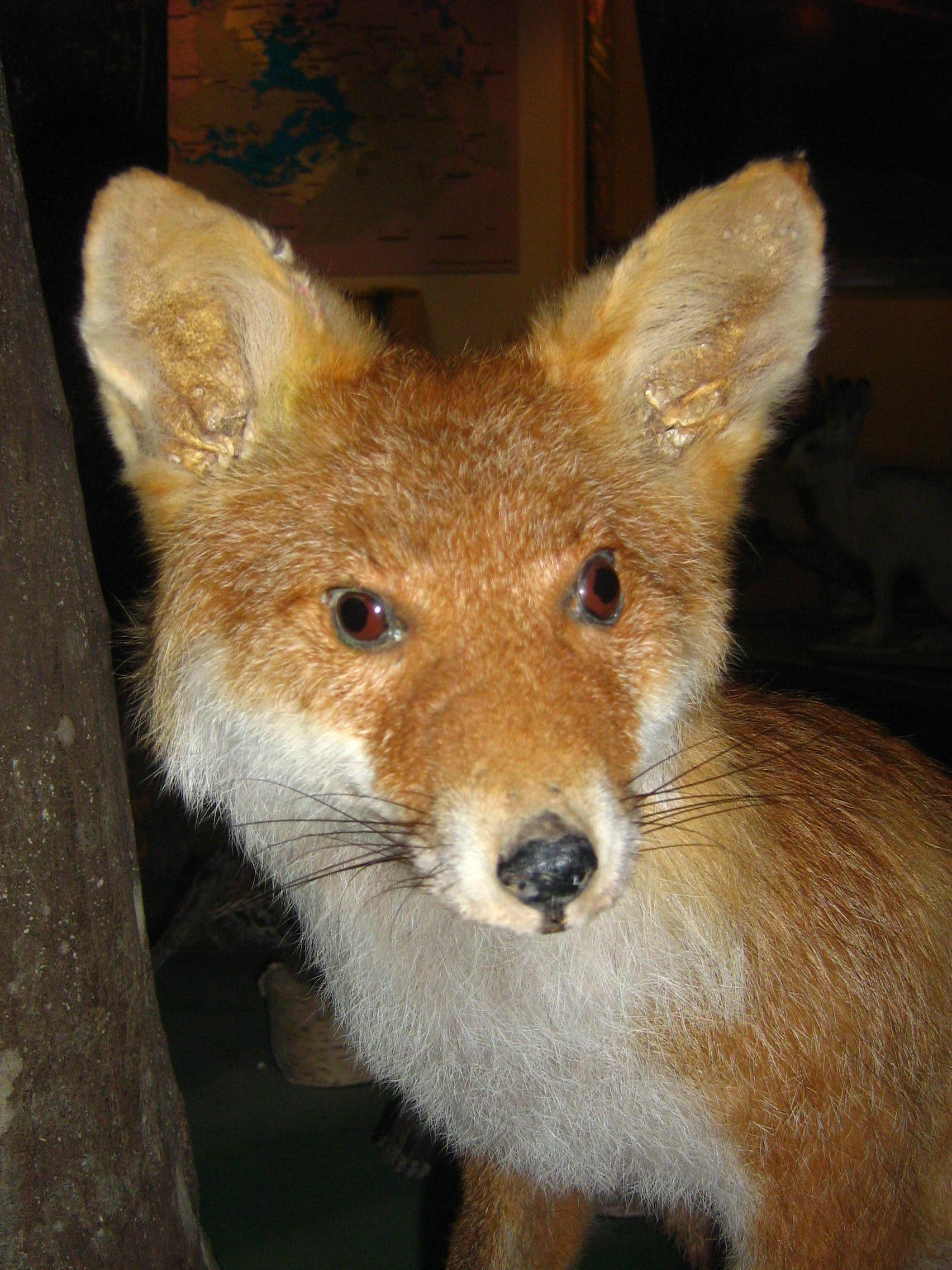
Лисиця, експонат в будинку управління парком
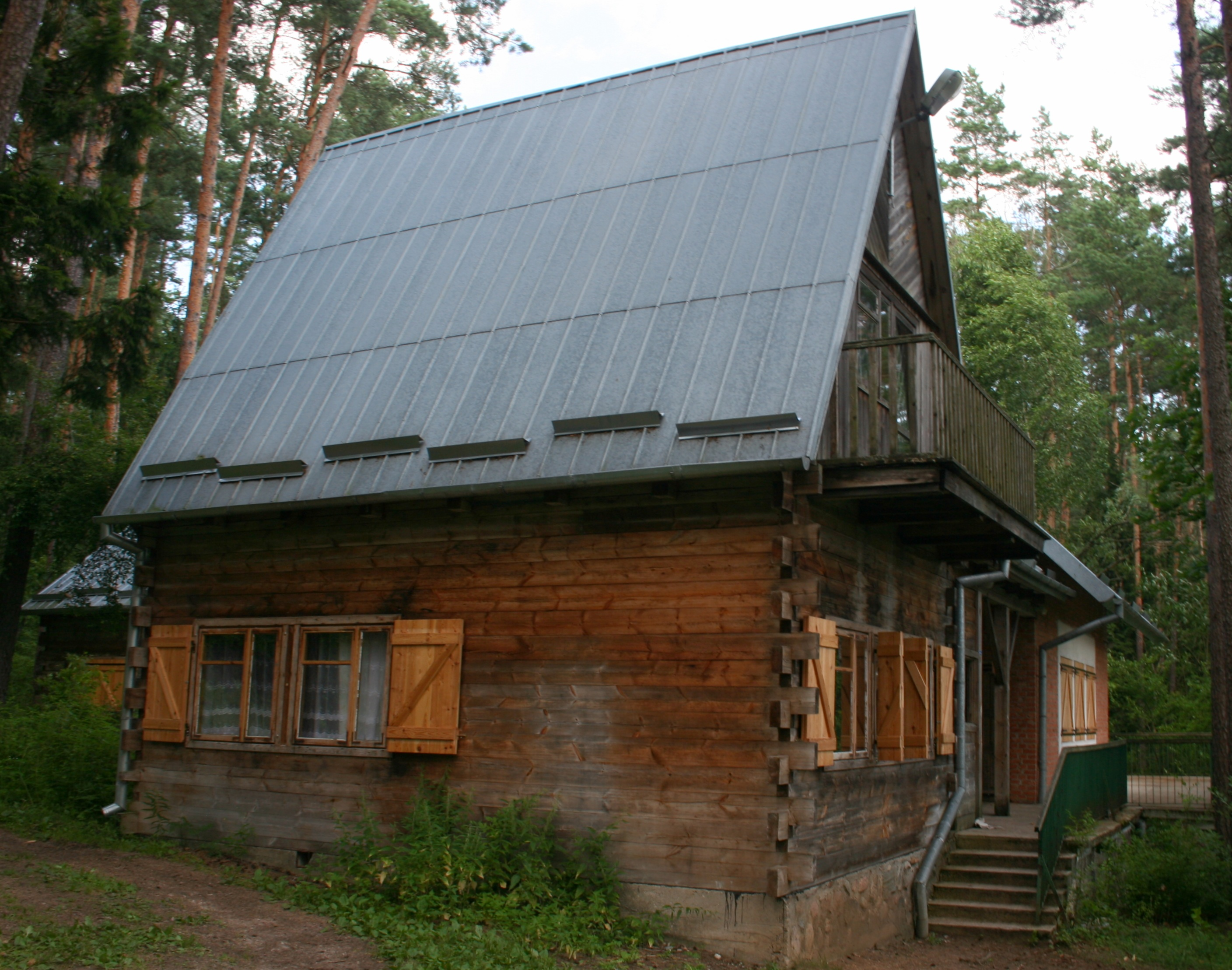
Освітній центр на західному березі озера

## Виноски

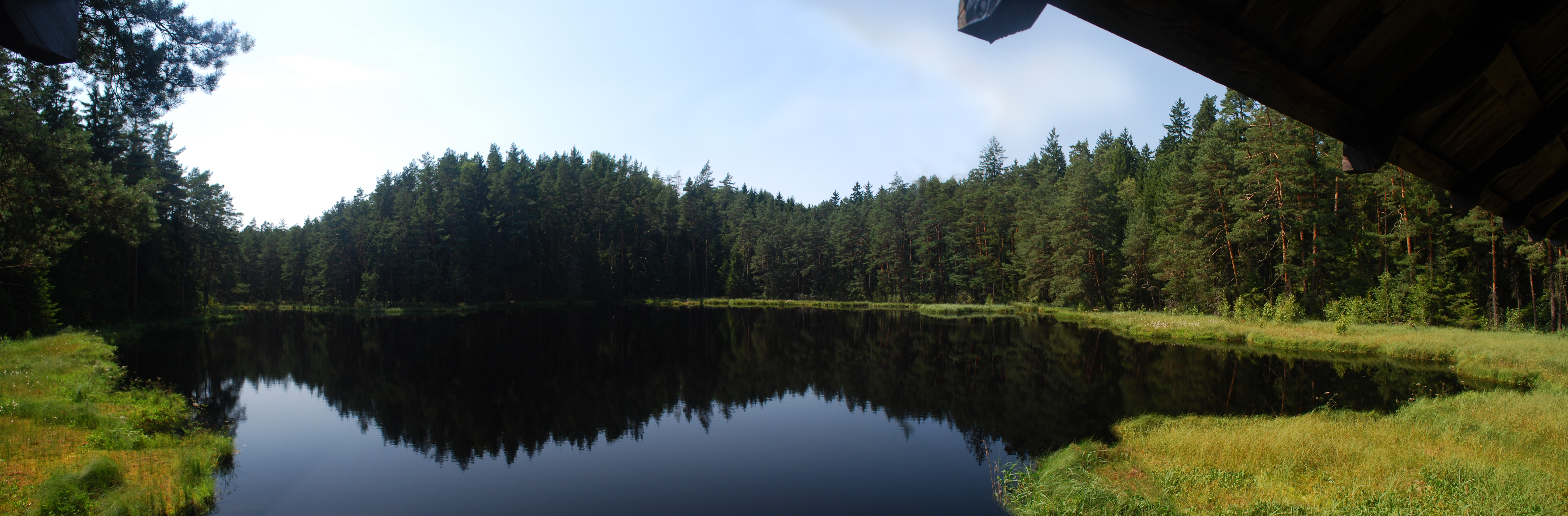

1. ↑  Wigierski Park Narodowy. Архів оригіналу за 11 березня 2011. Процитовано 15 травня 2014.